# Relación giromagnética
En física, la relación giromagnética (también a veces llamada relación magnetogírica) de una partícula o sistema es la proporción del momento magnético entre el momento angular, y es a menudo denotada por el símbolo γ, gamma. Su unidad en el SI es el radián por segundo por tesla (rad⋅s−1⋅T−1) o, equivalentemente, el culombio por kilogramo (C⋅kg−1).
El término "relación giromagnética" es a menudo utilizada como sinónimo para una cantidad diferente pero estrechamente relacionada, el factor-g. El factor-g, a diferencia de la relación giromagnética, es adimensional.

## Relación giromagnética y precesión de Larmor
Cualquier sistema libre con una relación giromagnética constante, tales como un sistema rígido de cargas, un núcleo o un electrón, cuando se coloca en un campo magnético externo {\displaystyle B} (medido en teslas) que no está alineado con el momento magnético del sistema, precesará con una frecuencia {\displaystyle f} (medido en hercios), que es proporcional al campo externo:
{\displaystyle f={\frac {\gamma }{2\pi }}B.}
Por esta razón se usan valores de γ/(2π), en unidades de hercios por tesla (Hz/T), en vez de γ.

### Deducción
Primero debemos probar que el torque ({\displaystyle {\vec {T}}}) que resulta al someter un momento magnético {\displaystyle {\vec {m}}} a un campo magnético externo {\displaystyle {\vec {B}}} es:
{\displaystyle {\vec {\mathrm {T} }}={\vec {m}}\times {\vec {B}}}
La definición de la magnitud del momento dipolar magnético ({\displaystyle m}) en un campo externo estático es:
{\displaystyle m=I\pi r^{2}}
Donde {\displaystyle I} es la corriente eléctrica medida en amperes (A) y {\displaystyle \pi r^{2}} es el área de giro. Esta ecuación nos dice que una carga eléctrica, por ejemplo un electrón, rotando o moviéndose en círculo genera un momento magnético dipolar que depende de la intensidad de la corriente y del tamaño del círculo. A mayor corriente o mayor área, mayor será el momento dipolar magnético.
También se puede calcular con el momento p de un dipolo eléctrico:
{\displaystyle q_{m}\cdot {\vec {l}}=I\pi r^{2}={\vec {m}},}
El dipolo magnético puede representarse como la aguja de una brújula con cargas magnéticas ficticias {\displaystyle \pm q_{m}} en cada polo y un vector distancia entre los polos ({\displaystyle {\vec {l}}}) bajo el campo magnético de la Tierra {\displaystyle {\vec {B}}}. Según la mecánica clásica, el torque sobre esta aguja es:
{\displaystyle {\vec {\mathrm {T} }}={\vec {l}}\times {\vec {B}}\cdot q_{m}=q_{m}\cdot {\vec {l}}\times {\vec {B}}.}
Pero, como se indicó anteriormente:
{\displaystyle q_{m}\cdot {\vec {l}}={\vec {m}},}
y de ahí surge la fórmula deseada.
El modelo del electrón girando que usamos en la deducción anterior es análogo a un giroscopio. Para todo cuerpo en rotación, la tasa de cambio del momento angular {\displaystyle {\frac {d{\vec {J}}}{dt}}} es igual al torque {\displaystyle {\vec {T}}} aplicado:
{\displaystyle {\frac {d{\vec {J}}}{dt}}={\vec {T}}.}

Ejemplo de un movimiento de torque.

Tomemos como ejemplo la precesión de un giroscopio. La atracción gravitacional de la Tierra ejerce un torque sobre el giroscopio (dirección vertical), y el vector momento angular, situado a lo largo del eje del giroscopio, rota lentamente alrededor de una línea vertical a través del punto de giro. En vez del giroscopio, imagina una esfera girando alrededor del eje y con su centro en el punto de giro del giroscopio, y a lo largo del eje del giroscopio dos vectores de direcciones opuestas, los dos con su origen en el centro de la esfera, {\displaystyle {\vec {J}}} hacia arriba y {\displaystyle {\vec {m}}} hacia abajo. Sustituimos ahora la gravedad por una inducción magnética B.
{\displaystyle {\frac {d{\vec {J}}}{dt}}} representa la velocidad lineal de la punta de la flecha {\displaystyle {\vec {J}}} a lo largo de un círculo cuyo radio vale {\displaystyle J\cdot \sin {\phi }}, donde {\displaystyle \phi } es el ángulo entre {\displaystyle {\vec {J}}} y la vertical. Por tanto, la velocidad angular de la rotación del espín es {\displaystyle \quad \omega =2\pi f={\frac {|d{\vec {J}}|}{dt\cdot J\cdot \sin {\phi }}}={\frac {|{\vec {T}}|}{J\cdot \sin {\phi }}}={\frac {|{\vec {m}}\times {\vec {B}}|}{J\cdot \sin {\phi }}}={\frac {mB\sin {\phi }}{J\cdot \sin {\phi }}}={\frac {mB}{J}}=\gamma B.}
Por tanto, {\displaystyle f={\frac {\gamma }{2\pi }}B\quad q.e.d.}
Además, esta relación explica la aparente contradicción entre el hecho de que los términos relación giromagnética y relación magnetogírica sean equivalentes: además de ser una proporción entre una propiedad magnética (es decir, el momento dipolar) y una propiedad giratoria (es decir, el momento angular), también es al mismo tiempo una proporción entre la frecuencia angular de precesión (otra propiedad giratoria), ω = 2πf,  y el campo magnético.
La frecuencia angular de precesión tiene un significado físico importante: Es la frecuencia angular del ciclotrón; la frecuencia de resonancia de un plasma ionizado que está bajo la influencia de un campo magnético estático finito, cuando sobreponemos un campo electromagnético de alta frecuencia.

## Para un cuerpo rotando de forma clásica
Considérese un cuerpo cargado rotando alrededor de un eje de simetría. Según las leyes de la física clásica, tiene un momento magnético dipolar y un momento angular debido a su rotación. Se puede demostrar que, siempre y cuando su carga y su masa estean distribuidas de forma idéntica (por ejemplo, las dos distribuidas de forma uniforme), su relación giromagnética será
{\displaystyle \gamma ={\frac {q}{2m}}}
donde q es su carga y m es su masa. Esta relación se deduce de la siguiente forma:
Es suficiente demostrarlo para un anillo circular infinitesimalmente estrecho en el interior del cuerpo, ya que el resultado general se obtiene al integrar. Supongamos que el anillo tiene un radio r, un área A = πr2, una masa m, una carga q, y un momento angular L = mvr. Entonces la magnitud del momento magnético dipolar vale
{\displaystyle \mu =IA={\frac {qv}{2\pi r}}\times \pi r^{2}={\frac {q}{2m}}\times mvr={\frac {q}{2m}}L.}

## Para un electrón aislado
Un electrón aislado tiene momento angular y momento magnético como consecuencia de su espín. A pesar de que el espín de un electrón se visualiza a veces como una rotación literal alrededor de un eje, no puede ser atribuido a una masa distribuida de forma idéntica a la carga. La relación clásica mostrada arriba no es válida, dando un resultado erróneo por un factor adimensional llamado el factor-g del electrón, denominado ge (o simplemente g cuando no hay peligro a confundirse):
{\displaystyle |\gamma _{\mathrm {e} }|={\frac {|-e|}{2m_{\mathrm {e} }}}g_{\mathrm {e} }=g_{\mathrm {e} }\mu _{\mathrm {B} }/\hbar ,}
donde μB es el magnetón de Bohr.
La relación giromagnética para un electrón que está girando por sí solo es el doble de grande que la de un electrón orbitando.
En el marco de la mecánica cuántica relativista,
{\displaystyle g_{\mathrm {e} }=2(1+{\frac {\alpha }{2\pi }}+\cdots ),}
donde {\displaystyle \alpha } es la constante de estructura fina. Estas pequeñas correcciones al resultado relativista g = 2 surgen de la teoría cuántica de campos. Se conoce el factor-g del electrón con una precisión de doce decimales al medir el momento magnético del electrón en un ciclotrón de un electrón:
{\displaystyle g_{\mathrm {e} }=2.0023193043617(15).}
El valor que NIST da de la relación giromagnética del electrón es
{\displaystyle \left|\gamma _{\mathrm {e} }\right|=1.760\,859\,644(11)\times 10^{11}\,\mathrm {\ {\frac {rad}{s\cdot T}}} }
{\displaystyle \left|{\frac {\gamma _{\mathrm {e} }}{2\pi }}\right|=28\,024.951\,64(17)\mathrm {\ {\frac {MHz}{T}}} .}
El factor-g y γ están perfectamente de acuerdo con la teoría; véase tests de precisión de la electrodinámica cuántica para más detalles.

## Factor giromagnético como consecuencia de la relatividad
Dado que el hecho de que el factor giromagnético es igual a 2 se deduce de la ecuación de Dirac, es una confusión frecuente pensar que el valor del factor-g de 2 es consecuencia de la relatividad. No lo es. El factor 2 se puede obtener o de la linearización de la ecuación de Schrödinger o de la ecuación de Klein-Gordon relativista (la cual conduce a la de Dirac). En ambos casos se obtiene un espinor de 4 componentes y el factor-g da como resultado 2 para las dos linearizaciones; Por lo tanto, el factor 2 es consecuencia de la dependencia de la ecuación de ondas en las primeras (y no en las segundas) derivadas con respecto al espacio y al tiempo.
Las partículas físicas de espín 1/2 que no pueden describirse por la ecuación de Dirac calibrada linealmente satisfacen la ecuación Klein–Gordon calibrada extendida por el término ge4σμνFμν , según
{\displaystyle \left((\partial ^{\mu }+ieA^{\mu })(\partial _{\mu }+ieA_{\mu })+g{\frac {e}{4}}\sigma ^{\mu \nu }F_{\mu \nu }+m^{2}\right)\psi =0,\quad g\not =2.}
Aquí, 12σμν y Fμν representan los generadores de grupo de Lorentz en el espacio de Dirac y el tensor de campo electromagnético, respectivamente, y Aμ es el cuadripotencial electromagnético. Como ejemplo de una partícula de estas características, según, tenemos la compañera de espín 1/2 del espín 3/2 en el espacio de representación del grupo de Lorentz D(1/2,1)) ⊕ D(1,1/2). Se ha mostrado que esta partícula está caracterizada por g = −2/3 y como consecuencia se comporta como un fermión cuadrático de verdad.

## Para un núcleo

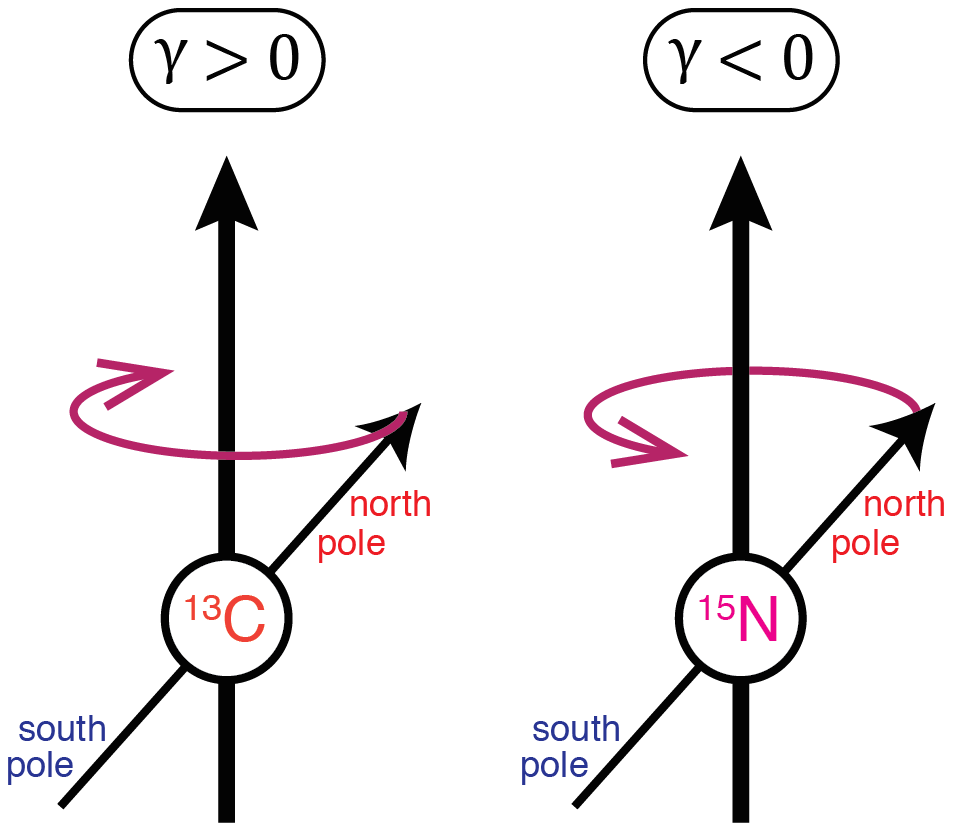
El signo de la relación giromagnética, γ, determina el sentido de precesión. Se dice que núcleos como ^{1}H y ^{13}C tienen precesión en sentido de las agujas del reloj, mientras que ^{15}N tiene precesión en sentido contrario a las agujas del reloj. A pesar de que los momentos magnéticos tienen la misma orientación para los dos casos de γ, los momentos angulares de espín están en direcciones opuestas. Cuando γ > 0, el espín y el momento magnético apuntan en la misma dirección

Los protones, neutrones y una gran cantidad núcleos tienen espín nuclear, lo cual da lugar a la relación giromagnética tal y como se muestra arriba. La relación se escribe por convención en función de carga y masa del protón, incluso en el caso de neutrones y otros núcleos, para que sea más simple y consistente. La fórmula es:
{\displaystyle \gamma _{n}={\frac {e}{2m_{p}}}g_{n}=g_{n}\mu _{\mathrm {N} }/\hbar ,}
Donde {\displaystyle \mu _{\mathrm {N} }} es el magnetón nuclear, y  {\displaystyle g_{n}} es el factor-g del nucleón o del núcleo en cuestión.  La relación {\displaystyle {\frac {\gamma _{n}}{2\pi g_{n}}}}, que vale lo mismo que {\displaystyle \mu _{\mathrm {N} }/h}, vale 7.622593285(47) MHz/T.
La relación giromagnética de un núcleo juega un papel en la resonancia magnética nuclear (RMN) y la imagen por resonancia magnética (IRM). Estos procedimientos dependen del hecho de que la magnetización global debido al espín nuclear realiza precesión en un campo magnético a una velocidad llamada frecuencia de Larmor, la cual es simplemente el producto de la relación giromagnética y la fuerza del campo magnético. Con este fenómeno, el signo de γ determina el sentido (a favor o en contra de las agujas del reloj) de precesión.
Una buena parte de los núcleos más habituales, como 1H y 13C, tienen relaciones giromagnéticas positivas. 
En la tabla inferior se muestran valores aproximados para algunos núcleos corrientes.
| Núcleo | {\displaystyle \gamma _{n}} (106 rad⋅s−1⋅T⋅−1) | {\displaystyle \gamma _{n}/(2\pi )} (MHz⋅T⋅−1) |
| ------ | ---------------------------------------------- | ---------------------------------------------- |
| 1H     | 267.5221900(18)                                | 42.57747892(29)                                |
| 2H     | 41.065                                         | 6.536                                          |
| 3He    | −203.789                                       | −32.434                                        |
| 7Li    | 103.962                                        | 16.546                                         |
| 13C    | 67.2828                                        | 10.7084                                        |
| 14N    | 19.331                                         | 3.077                                          |
| 15N    | −27.116                                        | −4.316                                         |
| 17O    | −36.264                                        | −5.772                                         |
| 19F    | 251.662                                        | 40.052                                         |
| 23Na   | 70.761                                         | 11.262                                         |
| 27Al   | 69.763                                         | 11.103                                         |
| 29Si   | −53.190                                        | −8.465                                         |
| 31P    | 108.291                                        | 17.235                                         |
| 57Fe   | 8.681                                          | 1.382                                          |
| 63Cu   | 71.118                                         | 11.319                                         |
| 67Zn   | 16.767                                         | 2.669                                          |
| 129Xe  | −73.997                                        | −11.777                                        |